# Thierry Laget
 (mai 2024).
Pour les articles homonymes, voir Laget.
Œuvres principales
Iris, Florentiana, La Lanterne d'Aristote, Proust, prix Goncourt; L'Assemblée nationale et Moi
Thierry Laget, né le 2 octobre 1959 à Clermont-Ferrand, est un romancier, essayiste, critique littéraire et traducteur français.

## Biographie
Son enfance et sa jeunesse se déroulent en Auvergne, entre Aubière, Messeix et Vichy, puis en Touraine.Après des études de lettres (maîtrise et doctorat sur Marcel Proust, sous la direction de Jean-Yves Tadié), il collabore à l’édition d’À la recherche du temps perdu dans la bibliothèque de la Pléiade, procure des éditions de textes de Jacques Rivière (Quelques progrès dans l’étude du cœur humain), de Marcel Proust (Le Côté de Guermantes et Les Plaisirs et les Jours) et de Gustave Flaubert (Madame Bovary, Folio classique).
En 1990, il s’installe à Florence, qui offrira son décor à plusieurs de ses livres : Florentiana (Gallimard, 1993), Rois d’Avanie ou La Fiancée italienne (Julliard, 1995).
En 1992, il obtient le prix Fénéon pour son troisième roman, Iris (Gallimard), chronique d’un village auvergnat.
De retour en France, il publie plusieurs romans, dont Roman écrit à la main (2000), Supplément aux mensonges d’Hilda (2003) ou Madame Deloblat (2006).
À la collection « L’un et l’autre » — dirigée, chez Gallimard, par J.-B. Pontalis —, il donne Florentiana (sur la ville de Florence), La Fiancée italienne (biographie d’Alaïde Banti, liée au mouvement des Macchiaioli, peintres pré-impressionnistes toscans), À des dieux inconnus (sur les livres, la lecture et l’apprentissage de la réalité), des Portraits de Stendhal en cinquante-trois journées et Bibliothèques de nuit.
En 2011, il publie La Lanterne d'Aristote (Gallimard), roman salué par son éditeur, le poète Jacques Réda : « C’est un livre magnifique. Une des plus belles récompenses que m’a offertes la lecture d’obligation qui laisse souvent peu de temps à la lecture de curiosité et de flânerie. »
Il préface Monsieur Stark (éditions de l'Arbre vengeur, 2014), roman de l’écrivain suisse Pierre Girard (1892-1956), dont il choisit et présente des chroniques consacrées aux voyages, Les Sentiments du voyageur, suivi de Anges américains (éditions Fario, collection «Théodore Balmoral», 2016).
Il est également l’auteur de nouvelles (Atlas des amours fugaces aux éditions de l’Arbre vengeur et Dix manteaux rouges, Gallimard, sélectionné pour le Goncourt de la nouvelle 2018).
En 2019, à l’occasion du centenaire de l’attribution du prix Goncourt à À l’ombre des jeunes filles en fleurs, il publie Proust, prix Goncourt. Une émeute littéraire (Gallimard), prix Céleste Albaret 2019, finaliste du Goncourt de la biographie. Bernard Pivot, président de l'Académie Goncourt, écrit : « Le récit de Thierry Laget est passionnant et admirable de bout en bout. »
En juin 2024, il obtient le Prix Alexandre-Vialatte pour L'Assemblée nationale et moi.
Par ailleurs, il a traduit  de l'italien une quinzaine d'ouvrages, dont le chef-d'œuvre posthume de Mariateresa Di Lascia, Passage dans l'ombre, prix Strega 1995 (Albin Michel, 1996), trois romans d'Enzo Siciliano (La Nuit marâtre, La Princesse et l'Antiquaire et Les Beaux Moments), les Conversations et Entretiens de Primo Levi (Robert Laffont, 1998), et les romans d'Alessandro Barbero : La belle vie, ou les aventures de Mr Pyle, gentilhomme (Gallimard, 1998), Roman russe (Gallimard, 2002), Poète à la barre (Éditions du Rocher, 2007).